# Hiroshi Sakai
Hiroshi Sakai (坂井 浩 Sakai Hiroshi?,  nacido el 19 de octubre de 1976 en Mie) es un exfutbolista japonés. Jugaba de delantero y su último club fue el Oita Trinita de Japón.

## Trayectoria

### Clubes
| Club               | País  | Año         |
| ------------------ | ----- | ----------- |
| Bellmare Hiratsuka | Japón | 1995 - 1999 |
| Oita Trinita       | Japón | 2000        |